# 马赫斯赫塔拉
马赫斯赫塔拉（Maheshtala），是印度西孟加拉邦South Twentyfour Parganas县的一个城镇。总人口389214（2001年）。

## 人口
该地2001年总人口389214人，其中男性204734人，女性184480人；0—6岁人口43839人，其中男22318人，女21521人；识字率68.52%，其中男性为73.75%，女性为62.70%。